# Kopaniny (powiat konecki)
Kopaniny – wieś w Polsce położona w województwie świętokrzyskim, w powiecie koneckim, w gminie Końskie.
Wieś wchodzi w skład sołectwa Bedlno.
W latach 1975–1998 miejscowość administracyjnie należała do województwa kieleckiego.
Przez miejscowość przepływa rzeczka Wąglanka, lewobrzeżny dopływ Drzewiczki oraz przebiega droga wojewódzka nr 746.
Na terenie miejscowości znajduje się zakład, produkujący od 1999 roku płytki gresowe.
Wierni Kościoła rzymskokatolickiego należą do parafii św. Anny w Bedlnie.